# Cyonosaurus
Genre
Espèces de rang inférieur
- † C. longiceps Olsen, 1937 (type[1])
- † C. rubidgei Broom, 1937
- † C. kitchingi Broom, 1936
- † C. broomianus von Huene, 1950
- † C. tenuirostris Boonstra, 1953

Cyonosaurus est un genre éteint de thérapsides gorgonopsiens ayant vécu durant la fin du Permien et dont les fossiles ont été retrouvé en Afrique du Sud.
Une nouvelle étude repousse leur disparition au Trias (-251 à 200 millions d'années), sans toutefois statuer sur une période plus précise. L'analyse de trois spécimens découverts dans les strates sédimentaires du bassin du Karoo, en Afrique du Sud, révèle que Cyonosaurus a en réalité survécu à l'extinction Permien-Trias.

## Description
Le crâne de Cyonosaurus mesurant 9 à 18 centimètres de long, le reste du corps a été estimé comme faisant 60 à 150 cm de long.

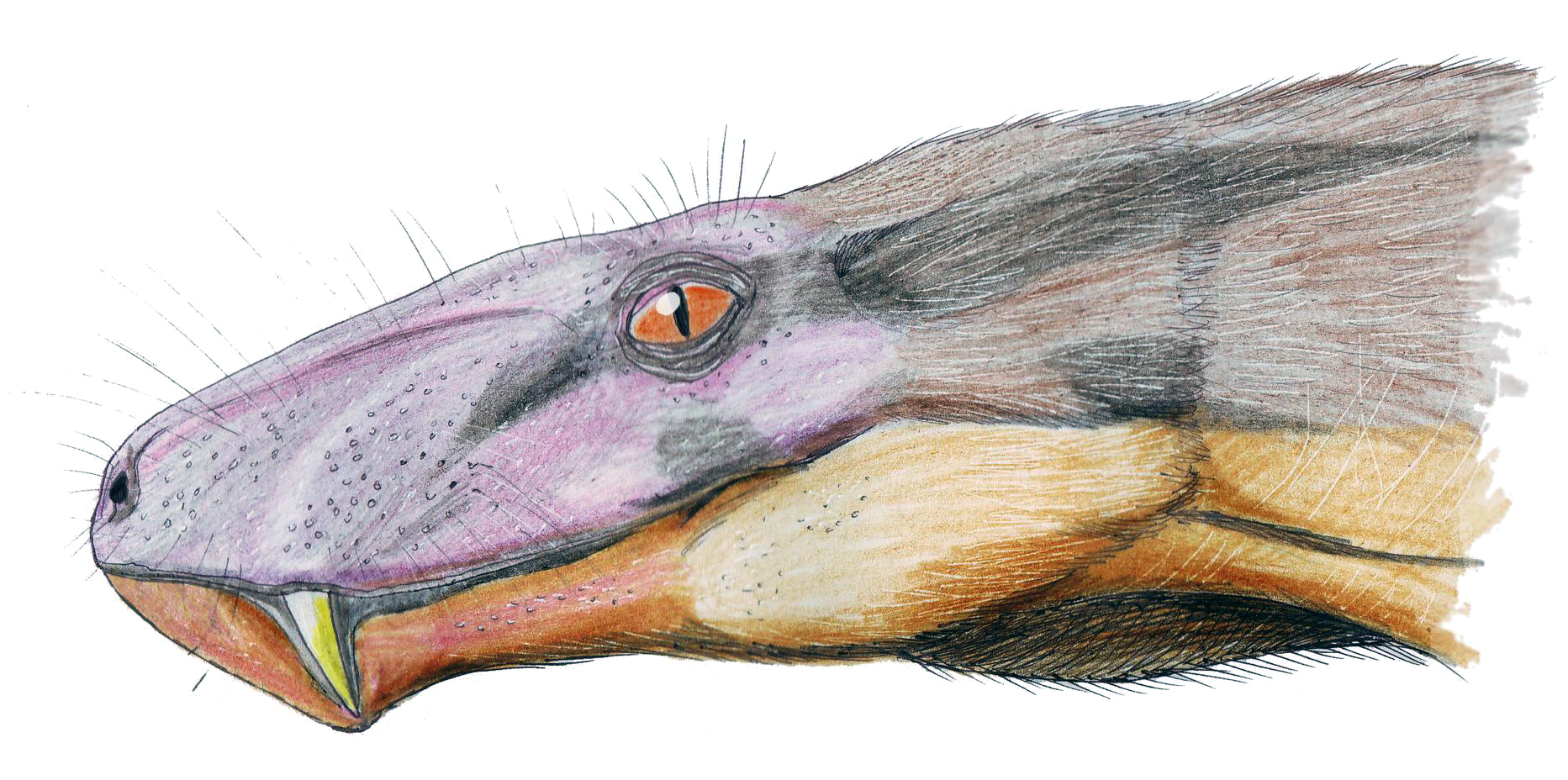
Dessin de la tête de Cyanosaurus longiceps.